# Curtis Jones
Curtis Julian Jones (n. 30 ianuarie 2001, Liverpool, Anglia, Regatul Unit) este un fotbalist britanic liber de contract, care joacă pe post de mijlocaș. Pe plan internațional, are prezențe la națională pentru Anglia U16⁠(d), Anglia U17⁠(d), Anglia U18⁠(d), Anglia U19⁠(d) și Anglia U-21⁠(d).
Jones s-a alăturat academiei lui Liverpool la vârsta de nouă ani și a semnat primul său contract profesionist cu clubul în februarie 2018. A debutat la prima echipă în 2019 și a fost membru al echipei de câștigătoare a Premier League în sezonul 2019-20. A debutat la echipa de seniori a Angliei în noiembrie 2024, marcând la debut.

## Trofee câștigate
Liverpool
- Premier League: 2019–20[2]
- FA Cup: 2021–22[3]
- FA Community Shield: 2022[4]
- Campionatul Mondial al Cluburilor FIFA: 2019[5]

Anglia U21
- Campionatul European de Fotbal Sub-21: 2023[6]